# Atrasana nigrosignata
Atrasana nigrosignata är en fjärilsart som beskrevs av Sergius G. Kiriakoff 1975. Atrasana nigrosignata ingår i släktet Atrasana och familjen tandspinnare. Inga underarter finns listade i Catalogue of Life.